# Krückenturm
Der Krückenturm (auch Hundsturm) war ein Wehrturm in der äußeren Stadtmauer von Aachen. Er existiert heute nicht mehr.

## Allgemeines
Der Krückenturm wurde 190 Meter vom Ponttor, seinem direkten Nachbarn innerhalb der Stadtmauer, errichtet. Vom Königstor trennten ihn Bongartsturm, Gregoriusturm, Beguinenturm, Burtscheider Turm sowie der Lange Turm.

## Historie
Das exakte Baujahr des Turmes ist nicht überliefert, er wird aber in einer Unterlage aus dem Jahr 1450 namentlich aufgeführt.
Der Abriss des Turmes fand in zwei Schritten statt. Aufgrund eines Entscheids aus dem Jahre 1823 begann der Abriss, der allerdings nur die über die Stadtmauer hinaus reichenden Teile betraf. In einem zweiten Schritt wurde 1850 das komplette Gebäude zusammen mit einem mehrere 100 Meter großen Stück Stadtmauer beseitigt.

## Architektur
Der Krückenturm war ein Halbrundturm und gehörte mit einer Breite von 6,40 Metern zu den kleinen Türmen der äußeren Stadtmauer. Das Gebäude besaß lediglich eine Etage und bestand aus einem einzigen Raum, der mit drei Schießscharten versehen war.